# 羅森峰
羅森峰（英語：Rosen Peak），是南極洲的山峰，位於埃爾斯沃思地，屬於埃爾斯沃思山脈中森蒂納爾嶺的一部分，海拔高度1,220米，由地質學家命名，現時由南極條約體系管理。